# Niklas Goldbach
Niklas Goldbach (* 1973 in Witten) ist ein deutscher Künstler. Schwerpunkte seines Schaffens sind Videokunst und Fotografie.

## Leben und Werk
Goldbach studierte Soziologie an der Universität Bielefeld, Integrated Media Arts am Hunter College, New York City, und Experimentelle Mediengestaltung an der Universität der Künste Berlin (UdK), wo er 2005 seinen künstlerischen Abschluss als Meisterschüler machte. 2012 und 2014 unterrichtete er als Gastprofessor an der Universität der Künste Berlin.
In seinen früheren Videoinstallationen und Fotografien visualisiert und erörtert Goldbach gesellschaftliche Fragestellungen oftmals anhand des „Stellvertreter“-Motivs – einer fiktiven Figur, die meist in multipler Form in der uniformierten Erscheinung des modernen Stadtbewohners (weißes Hemd, schwarze Hose) auftritt.
In seinen jüngsten Video- und Fotoarbeiten verwendet er architektonische Konzepte und Elemente, um die Beziehung zwischen Subjektivität und hierarchischen Gesellschaftsstrukturen – innerhalb des Nationalstaates und darüber hinaus – vor dem Hintergrund einer global expandierenden Vernetzung dieser Orte zu untersuchen.
Seine Arbeit wurde mit mehreren Arbeits- und Residenz-Stipendien (u. a. Villa Aurora Los Angeles, Frühjahr 2017) gefördert und mit Preisen (u. a.  Paula Modersohn-Becker Jubiläumspreis 2014) ausgezeichnet. Seit dem Jahr 2003 wurden seine Arbeiten national und international in zahlreichen Einzel- und Gruppenausstellungen gezeigt und sind unter anderem in folgenden Institutionen ausgestellt worden: Museum der Moderne, Salzburg, Museo Reina Sofia, Madrid, Mori-Art Museum, Tokyo, Shangai 21st Century Minsheng Art Museum, Barbican Arts Center, London, Kunsthaus Dresden, Neuer Berliner Kunstverein n.b.k., Cornerhouse, Manchester, National Taiwan Museum of Fine Arts, Taichung, Centre Pompidou, Paris, ZKM Karlsruhe, documenta 14 public programs, Internationale Kurzfilmtage Oberhausen, Berlinische Galerie Museum für Gegenwartskunst Berlin, Museum Ludwig, Köln, Hartware Medienkunstverein, Dortmund. 2023 erhielt Niklas Goldbach den Kunstpreis der Stadt Nordhorn. 2024 folgte eine große Übersichtsausstellung im Hartware Medienkunstverein, Dortmund.